# Gunnar Castrén
Gunnar Castrén, född 27 december 1878 i Helsingfors, död där 4 november 1959, var en finländsk litteraturhistoriker, son till Robert Castrén.

## Biografi
Castrén blev student från Nya svenska samskolan och sedan filosofie doktor i Helsingfors 1902 och docent i estetik och nyare litteratur vid Helsingfors universitet 1907. Från 1924 till 1938 var han professor i inhemsk litteratur, från 1938 till 1945 i svensk litteratur. Han intog en framträdande plats i finlandssvenskt kulturliv som forskare och kritiker. Han utövade också en omfattande publicistisk verksamhet i politiska och litterära frågor, bl.a. som redaktör i Euterpe och i Nya Argus. I Euterpe var språkfrågan bannlyst. Här samlades Eino Leino, Jean Sibelius samt Castrén. Han betraktade också publikationer som Svenskt i Finland (1914) med misstänksamhet, och menade att om finländare inte undviker att sår skapas på den finska och den finlandssvenska sidan så hotades Finlands västerländska kultur. Mellan 1924 och 1934 var han ordförande i Svenska litteratursällskapet i Finland. Castrén invaldes 1952 som utländsk ledamot av Kungliga Vetenskapsakademien.

## Utmärkelser
Castrén mottog Hallbergs pris 1920, Svenska Akademiens kungliga pris 1934, och Stockholms-Tidningens finlandssvenska kulturpris 1957.

## Publikationer
- Frans Michael Franzén i Finland (1902)
- G. Bernard Shaw (1906)
- Stormaktstidens diktning: Studier (1907)
- Norden i den franska litteraturen (1910)
- Johan Ludvig Runeberg (1912)
- Gustav Philip Creutz (1917)
- Studier och kritiker (1918)
- Juhani Aho och åttitalets idéer (1921)
- Juhani Aho (1922)
- Den nyare finska litteraturen (1924)
- Runar Schildt (1927)
- Den nya tiden: 1870-1914 (1932)
- Werner Söderhjelm. Minnestal (1934)
- Maria Prytz (1939)
- Josef Julius Wecksell, Daniel Hjorts skapare (1940)
- Herman Kellgren: Ett bidrag till 1840- och 1850-talens kulturhistoria (1945)
- Humanister och humaniora: Tryckt och talat från sex decennier (1958)[5]